# Vicky Hall
Vicky Hall, née le 3 octobre 1969, est une joueuse américaine de basket-ball.

## Biographie
Après avoir évolué en NCAA à l'université du Texas, elle rejoint l'Europe pour continuer à pratiquer son sport, aucun championnat professionnel n'existant à l'époque aux États-Unis. Elle rejoint la ligue américaine ABL mais retourne en Europe avec l'échec de celle-ci. Après un passage en Italie, en particulier à  Venise où elle côtoie la joueuse française Cathy Melain, elle rejoint la Ligue féminine de basket, évoluant depuis 2006 avec le club CJM Bourges Basket. Son ancienne coéquipière Cathy Melain est alors un élément important pour favoriser sa venue.
Elle est l'un des éléments majeurs de la réussite de l'équipe de Bourges en Euroligue. À la surprise de nombreux observateurs du basket-ball, Bourges atteint le Final four de la compétition, terminant finalement quatrième.
Elle a également évolué en WNBA, avec les Rockers de Cleveland, le Fever de l'Indiana puis avec les Sparks de Los Angeles.
Avec la sélection américaine, elle obtient le titre de Championne du monde 1990, année au cours de laquelle elle remporte également les Goodwill Games. Par contre, elle manque l'aventure olympique pour les jeux Olympiques de 1992 de Barcelone en raison d'une blessure au genou, rupture des ligaments,  en décembre 1991.

## Carrière

### Universités
- université du Texas

### Club
- 1993-1994 :  BBC Troistorrents-Morgins
- 1994-1995 :  Sporting Athènes
- 1995-1997 :  Panathinaïkos Athènes
- 1997-1998 :  Nashville Noise (ABL)
- 1998-1999 :   Colorado Explosion (ABL)
- 1999-2000 :  Brisaspor
- 2000-2001 :  Lachen Ramat Hasharon
- 2001-2002 :  Elitzur Cellcom
- 2002-2003 :  Maccabi Ramat Chen Blich
- 2003-2004 :  Basket Femminile Venezia Reyer
- 2004-2005 :  Taranto Cras Basket
- 2005-2006 :  Pool Comense 1872
- 2006-2007 :  CJM Bourges Basket
- 2007-2008 :  Hapoel Tel Aviv
- 2008 :  Elizur Holon
- 2007-2009 :  Pool Comense 1872

### Ligue d'été
- 2000 et 2001 : Rockers de Cleveland (WNBA)
- 2001 : Fever de l'Indiana (WNBA)
- 2002 : Sparks de Los Angeles (WNBA)

## Palmarès

### Club
- 4e du Final four de l'Euroligue 2007 avec Bourges Basket.
- Victorieuse du Tournoi de la Fédération le 15 avril 2007 à Nevers.

### Sélection nationale
- Championnat du monde de basket-ball féminin
  -  Médaille d'or au Championnat du monde 1990

### Autres
- Médaille d'or des Goodwill Games 1990